# عباس‌آباد جدید
عباس‌آباد جدید، روستایی از توابع بخش جنگل شهرستان رشتخوار در استان خراسان رضوی ایران است.

## جمعیت
این روستا در دهستان شعبه قرار دارد و براساس سرشماری مرکز آمار ایران در سال ۱۳۸۵، جمعیت آن ۲۲۳ نفر (۶۲خانوار) بوده‌است.